# Братья Гонкур

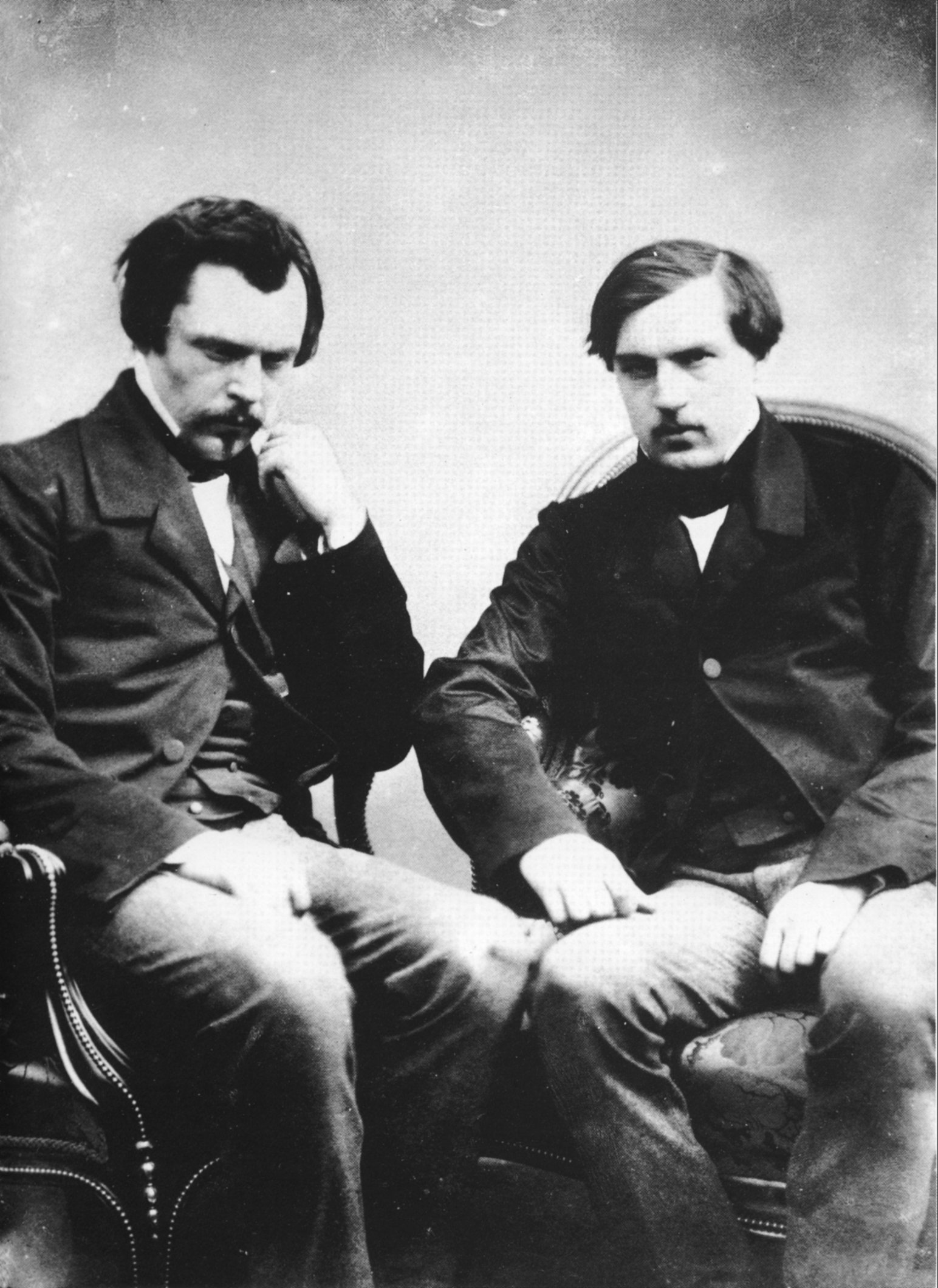
Эдмон и Жюль Гонкуры

Эдмо́н Юо́ де Гонку́р (фр. Edmond Huot de Goncourt, 26 мая 1822, Нанси — 16 июля 1896, Шанрозе [ныне в черте Дравея, департамент Эсон]) и Жюль Юо́ де Гонку́р (фр. Jules Huot de Goncourt; 17 декабря 1830, Париж — 20 июня 1870, там же), вместе известные в историографии как братья Гонку́р (фр. frères Goncourt) — французские писатели, одни из основоположников и главных представителей литературного натурализма.

## Биография
Братья Гонкуры родились в семье провинциальных дворян. Неразлучные с детства, преданные всегда одним и тем же занятиям, имевшие во всём и ко всему одинаковые вкусы и наклонности, они представляют единственный в своем роде пример идеального литературного сотрудничества. В их произведениях исчезает индивидуальность каждого из авторов, но зато дружная работа двух крупных, одинаково настроенных талантов придаёт всему, что ими написано, интенсивность замысла и яркость стиля, доступную немногим из современных писателей-художников. Природные артистические наклонности побудили Гонкуров заняться сначала живописью. В смысле творчества они не достигли многого на этом поприще, но всё-таки долголетние занятия технической стороной искусства и постоянное изучение его произведений наложили отпечаток на всю их дальнейшую деятельность. Обладая материальным достатком, Гонкуры сделались страстными собирателями художественных произведений и редкостей, превратили свой дом в музей и внесли во французскую литературу то, что Бурже называет «le goût du bibelot» («вкус безделушки»). Живя постоянно среди художественных реликвий умерших эпох, братья Гонкуры воспитали в себе особую остроту зрения, уменье понять до мельчайших подробностей внутренний мир отдельного человека или целого общества известной эпохи по внешним знакам их жизни. С этой подготовкой они и дебютировали в литературе этюдами бытовой и художественной жизни XVIII века.

## Творчество
Братья Гонкуры заложили основы натурализма и импрессионизма во французской литературе. Вершиной их творчества считается роман «Жермини Ласертэ» (1864) — жизнь служанки, её трагедия стали предметом исследований писателей. Предисловие к роману — один из первых манифестов зарождающегося натурализма.

Публика любит выдуманные романы; этот роман правдивое произведение. Она любит книги, герои которых делают вид, что вращаются в обществе; эта книга отражает улицу», «Пусть не ожидают найти обнаженную фотографию наслаждения; предлагаемый роман представляет клиническое исследование любви.
— Предисловие к первому изданию романа «Жермени Ласертэ»
После прочтения романа Гюстав Флобер в письме братьям Гонкур в 1865 году писал:
Книга сильная, увлекательная, она драматична, патетична, захватывает. Шанфлёри, кажется мне, превзойден. Больше всего восхищает меня в вашем произведении постепенность эффектов, психологическое нарастание. Жутко от начала до конца, а временами просто величественно. Последний эпизод (на кладбище) превосходит всё предшествовавшее и проводит как бы золотую черту под вашим произведением.

Никогда ещё так прямо не ставилась великая проблема реализма. В связи с вашей книгой можно здорово поспорить о целях искусства.
Гонкуры разработали методику «клинического письма» — новую разновидность психологизма: «научное наблюдение» за скрытыми, часто постыдными сторонами внутренней жизни, которое проливает свет на внешние аналогичные поступки героев.
Гонкуры создали импрессионистский стиль, в котором смена мыслей вытесняется передачей мгновенных ощущений. Одним из решающих средств в создании этого стиля стал внесенный ими в литературу импрессионистский пейзаж.

### Романы
- «В 18.. году» («En 18..»)
- «Шарль Демайи» («Charles Demailly», 1860; первоначальное название — «Литераторы»)
- «Сестра Филомена» («Sœur Philomène», 1861)
- «Рене Мопрен» («Renée Mauperin», 1864; первоначальное название — «Молодая буржуазия»)
- «Жермини Ласерте» («Germinie Lacerteux», 1865)
- «Манетт Соломон» («Manette Salomon», 1867)
- «Госпожа Жервезе» («Madame Gervaisais», 1869)
- «Девка Элиза» («La Fille Elisa», 1877)
- «Братья Земганно» («Les Frères Zemganno», 1879)
- «Актриса Фостен» («La Faustin», 1882)

### Дневник и исторические труды
С 1851 года братья вели общий Дневник (Memoire de la vie litteraire), который Эдмон продолжил после смерти брата. Эти хроники представляют собой наполненный огромным историко-культурным материалом литературный памятник эпохи. А. Франс, отмечая, что этот «глубоко личный дневник является в то же время дневником сугубо литературным», писал: «Оба его автора, как бы слившиеся в единое целое, так истинно преданы своему искусству, до такой степени мученики его и жертвы, так поглощены им, что самые заветные их мысли принадлежат только литературе. Перо и бумага для них то же, что клобук и нарамник для принявших постриг. Вся жизнь их — это непрерывная работа, это наблюдение и поиски выразительных средств».
Они выпустили несколько исторических монографий (История французского общества в годы Революции, 1854; История французского общества в годы Директории, 1855; История Марии-Антуанетты, 1858, и др.), книгу о своем друге, французском художнике «Поль Гаварни, человек и творчество» (изд. 1873).

## Гонкуровская премия
По завещанию Эдмона де Гонкура, составленному в 1896 году, в 1900 году было учреждено Общество братьев Гонкур, и 21 декабря 1903 года вручена первая Гонкуровская премия.

## Публикации текстов
Издания на русском языке
- Гонкур Э. и Ж. де. Дневник. Записки о литературной жизни : Избранные страницы : в 2 т. / пер. с франц. Д. Эпштенайте, А. Тарасовой, Г. Русакова и др. ; сост и коммент. С. Лейбович. — М. : Художественная литература, 1964. — 712 + 751 с.
- Гонкур Э. и Ж. де. Жермини Ласерте ; Братья Земганно ; Актриса Фостен / [пер. Э. Л. Линецкой, Е. О. Гунста, Д. Я. Лифшица]. — М. : Художественная литература, 1972. — 495 с. — (Библиотека всемирной литературы. Сер. вторая ; т. 76).
- Гонкур Э. и Ж. де. Собрание художественной прозы : в 3 т. / [пер. с фр. М. Бердниковой и др.]. — М. : Терра : Книжный клуб Книговек, 2017. — Т. 1 : Братья Земганно ; Шарль Демальи : романы. — 477 с. — (Библиотека зарубежной классики). — ISBN 978-5-4224-1352-2.
- Гонкур Э. и Ж. де. Собрание художественной прозы : в 3 т. / [пер. с фр. М. Бердниковой и др.]. — М. : Терра : Книжный клуб Книговек, 2017. — Т. 2 : Проститутка Элиза ; Актриса Фостен ; Манетт Саломон : романы. — 733 с. — (Библиотека зарубежной классики). — ISBN 978-5-4224-1353-9.
- Гонкур Э. и Ж. де. Собрание художественной прозы : в 3 т. / [пер. с фр. М. Бердниковой и др.]. — М. : Терра : Книжный клуб Книговек, 2017. — Т. 3 : Жермини Ласерте ; Госпожа Жервезе ; Шери : романы. — 540 с. — (Библиотека зарубежной классики). — ISBN 978-5-4224-1354-6.